# Hedspindling
Hedspindling (Cortinarius mucosus) är en svampart som först beskrevs av Pierre Bulliard (v. 1742–1793), och fick sitt nu gällande namn av Jean Kickx 1867. Hedspindling ingår i släktet Cortinarius och familjen spindlingar.  Arten är reproducerande i Sverige. Inga underarter finns listade i Catalogue of Life.

## Källor

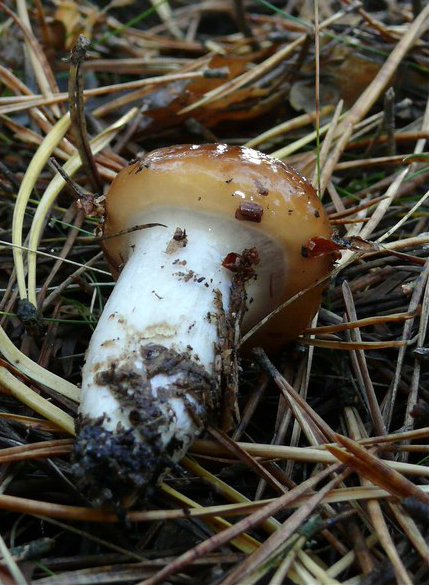
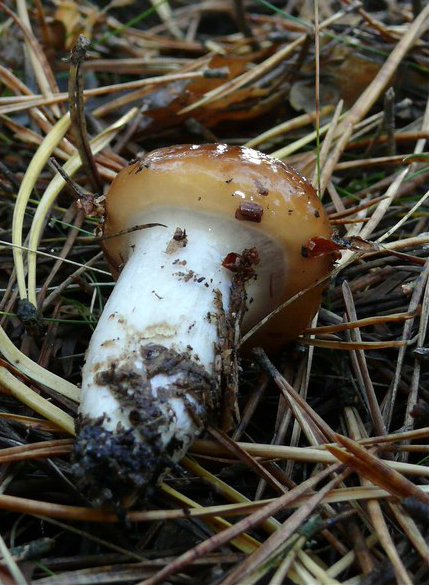